# Football World Championship (1887-1902)
El Football World Championship fue un partido entre equipos ingleses y escoceses a finales del siglo XIX y principios del siglo XX, entre los campeones de la Copa de Inglaterra y la Copa de Escocia. El partido fue llamado en su totalidad como "Association Football Championship of the World decider" porque en el momento de su fundación, eran los únicos torneos oficiales (incluso en edad amatorial) que existían en el mundo; y porque el fútbol en el Reino Unido era de un nivel superior.

## Historia
Por mucho tiempo se pensó que los primeros ganadores fueron los escoceses del Hibernian (en 1887) que se enfrentaron al Preston North End y no estaba claro por qué el Aston Villa, ganador de la Copa de Inglaterra no participó y participaron solo los semifinalistas del torneo inglés. Una nueva investigación pero confirmaría que el partido legítimo se ha jugado.
Al año siguiente (1888) se entregó un trofeo reconocido por las dos federaciones, que fue ganado por el Renton Football Club, que ganó la Copa de Escocia que se impuso contra el West Bromwich Albion, ganador de la Copa de Inglaterra.
En estos años, la FA Cup y Copa escocesa fueron los únicos torneos oficiales en el mundo. En 1889, la Football Alliance (una liga paralela) nació en Inglaterra, se fusionó con la Football League en 1892, mientras en 1894 nació la Southern Football League que reunió a equipos del sur de Inglaterra; en 1905 fue el turno de la Isthmian League y, posteriormente, de otras nuevas ligas que hicieron que la FA Cup (en la que participaban equipos de diferentes ligas) fuera más prestigiosa que las distintas ligas.
El partido de 1895 es conocido por ser el primero a ser jugado por sus respectivos campeones del campeonato nacional (nacido poco después de las dos copas nacionales) y fue ganado por los ingleses del Sunderland que ganaron 5-3 contra el Heart of Midlothian. Las ligas escocesa e inglesa eran entonces prominentes en el mundo. La única liga que existía fuera del Reino Unido estaba en Argentina. Lo que sucedió en los años siguientes no es fácil de reconstruir. Hay al menos otros dos partidos anglo-escoceses, pero se dijo que el personaje del desafío era poco más que amistoso.
En 1902 se habían creado otros 8 torneos nacionales (la FIFA nació solo en 1904): Argentina (1891), Francia (1894), Bélgica (1896), Países Bajos (1897) Suiza (1897), Imperio austrohúngaro (1897), Italia (1898) y Uruguay (1900) pero el Reino Unido fue sin duda el país donde el fútbol ya era un fenómeno de masas y tenía el nivel técnico más alto. El partido se jugó entre el Heart of Midlothian y el Tottenham, (primer equipo no registrado en la liga principal pero en el Southern Football League a ganar la copa nacional) y fue batido por los escoceses 3-1. Sin embargo, a diferencia del partido de 1895, el formato regresó al partido de la FA Cup vs Scottish Cup.
Entre todos entonces, solo los partidos de 1887 y 1888 puedon considerarse como cesionarias del título mundial de facto.

## Resumen

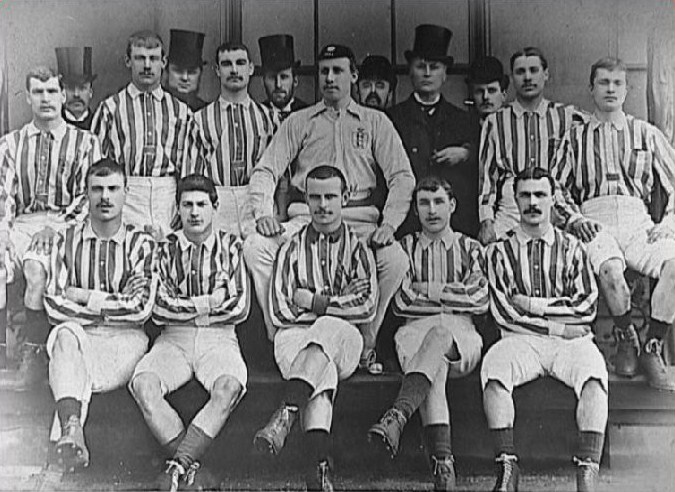
Instantánea del West Bromwich Albion Football Club en 1888.

Nombres y banderas de los equipos según la época.
| Football World Championship | Football World Championship | Football World Championship | Football World Championship | Football World Championship                                                                    |
| Temp.                       | Campeón                     | Resultado                   | Subcampeón                  | Notas                                                                                          |
| --------------------------- | --------------------------- | --------------------------- | --------------------------- | ---------------------------------------------------------------------------------------------- |
| 1887                        | Aston Villa F. C.           | 3 - 0                       | Hibernian F. C.             | 9 de abril de 1887, Perry Barr, Birmingham.                                                    |
| 1888                        | Renton F. C.                | 4 - 1                       | West Bromwich Albion F. C.  | 19 de mayo de 1888, Cathkin Park, Glasgow.                                                     |
| 1895                        | Sunderland A. F. C.         | 5 - 3                       | Heart of Midlothian F. C.   | 27 de abril de 1895, Tynecastle, Edimburgo.                                                    |
| 1901-02                     | Heart of Midlothian F. C.   | 0 - 0, 3 - 1                | Tottenham Hotspur F. C.     | 2 de septiembre de 1901, High Road Ground, Londres; 2 de junio de 1902, Tynecastle, Edimburgo. |